# مطار مونقو
مطار مونقو (إياتا: MVO، إيكاو: FTTM) هو مطار للاستخدام العام يقع بالقرب من مونقو في إقليم قيرا في تشاد.

## روابط خارجية
- سجل مطار مونقو في Landings.com